# 小塞神社
小塞神社（おぜきじんじゃ）は、愛知県一宮市浅井町にある神社である。旧社格は郷社。この地域の地名「尾関」の由来である。
式内社の尾張国中島郡「小塞神社」と推測されている。しかしこの地域は尾張国葉栗郡であり、疑問視されている。しかし、同じように尾張国中島郡の式内社である「石刀神社」が、一宮市浅井町の石刀神社（一宮市浅井町）という説があること。同じく尾張国中島郡式内社浅井神社も葉栗郡に存在すること。この地域は木曽川の氾濫の多発地帯であり、その影響で平安時代との郡境がはっきりと分かっていないとの説もあることから、この地域も中島郡であった可能性がある。

## 概況
- 創建時期は不明。前方後円墳の上に本殿がある。この前方後円墳は小塞宿根弓張（尾張氏の祖先）の墳墓と伝えられている。この地域には、浅井古墳群といわれる小規模な古墳の密集地帯である。浅井神社も社殿は古墳の上にある。
- 江戸時代は舟着大明神と称していた。ここに舟着場があり、木曽川を利用して伊勢神宮への参拝の舟が出入りしていたという。
- 1873年（明治6年）、元の小塞神社に改称し、村社となる。
- 1909年（明治42年）、斉宮司神社、西神明社、愛宕社を合祀する。
- 1936年（昭和11年）に郷社になる。

## 祭神
主神
- 天火明命

合祀
- 加具津知命
- 天加具山命
- 天照大御神

## 文化財
- 小塞神社古墳　愛知県指定史跡　浅井古墳群のうち
- 社叢　一宮市指定天然記念物

## 交通機関
- 名鉄バス「尾関」バス停下車、徒歩5分
  - 名古屋鉄道名古屋本線・尾西線名鉄一宮駅、東海道本線尾張一宮駅（名鉄一宮駅バスターミナル3番のりば）より「宮田本郷」行き